# 瀬辺地駅
瀬辺地駅（せへじえき）は、青森県東津軽郡蓬田村大字瀬辺地字田浦にある、東日本旅客鉄道（JR東日本）津軽線の駅である。

## 歴史
- 1951年（昭和26年）12月5日：日本国有鉄道の駅として開業[2][3]。
- 1967年（昭和42年）4月1日：無人（簡易委託）化。
- 1983年（昭和58年）3月10日：荷物の扱いを廃止[4]。簡易委託を廃止し、完全無人化[5]。
- 1987年（昭和62年）4月1日：国鉄分割民営化により、東日本旅客鉄道の駅となる[3]。
- 1999年（平成11年）1月：駅舎を新築。
- 2019年（令和元年）6月1日：蟹田駅の業務委託化に伴い、管理駅が青森駅に変更。
- 2024年（令和6年）10月1日：えきねっとQチケのサービスを開始[1][6]。

## 駅構造
青森方面に向かって左側にある単式ホーム1面1線を持つ地上駅である。駅舎は待合室のみの簡素なものであり、トイレが別棟である。
以前は簡易委託駅であったが、1983年（昭和58年）以降は無人駅（青森駅管理）である。

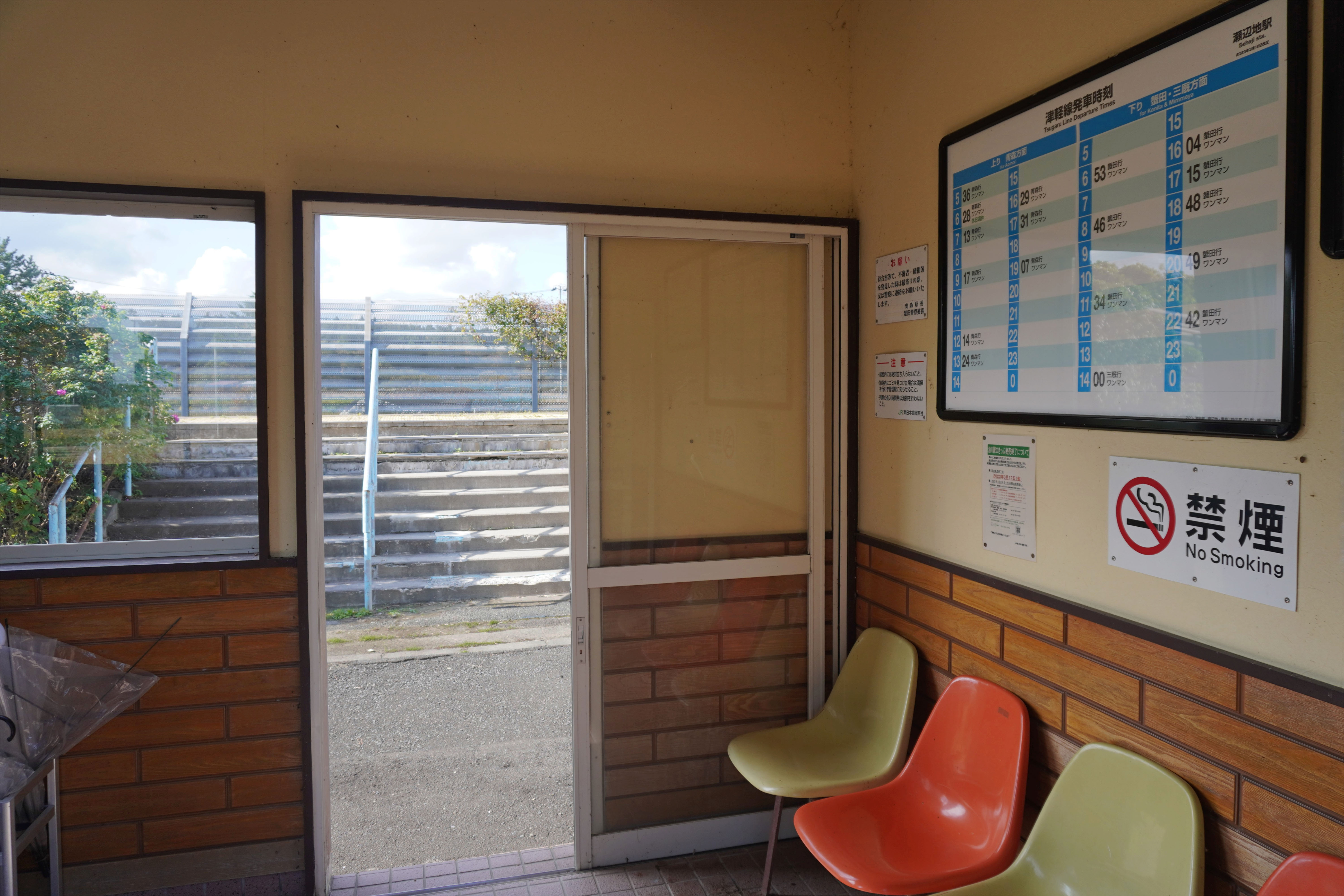
待合室（2023年10月）
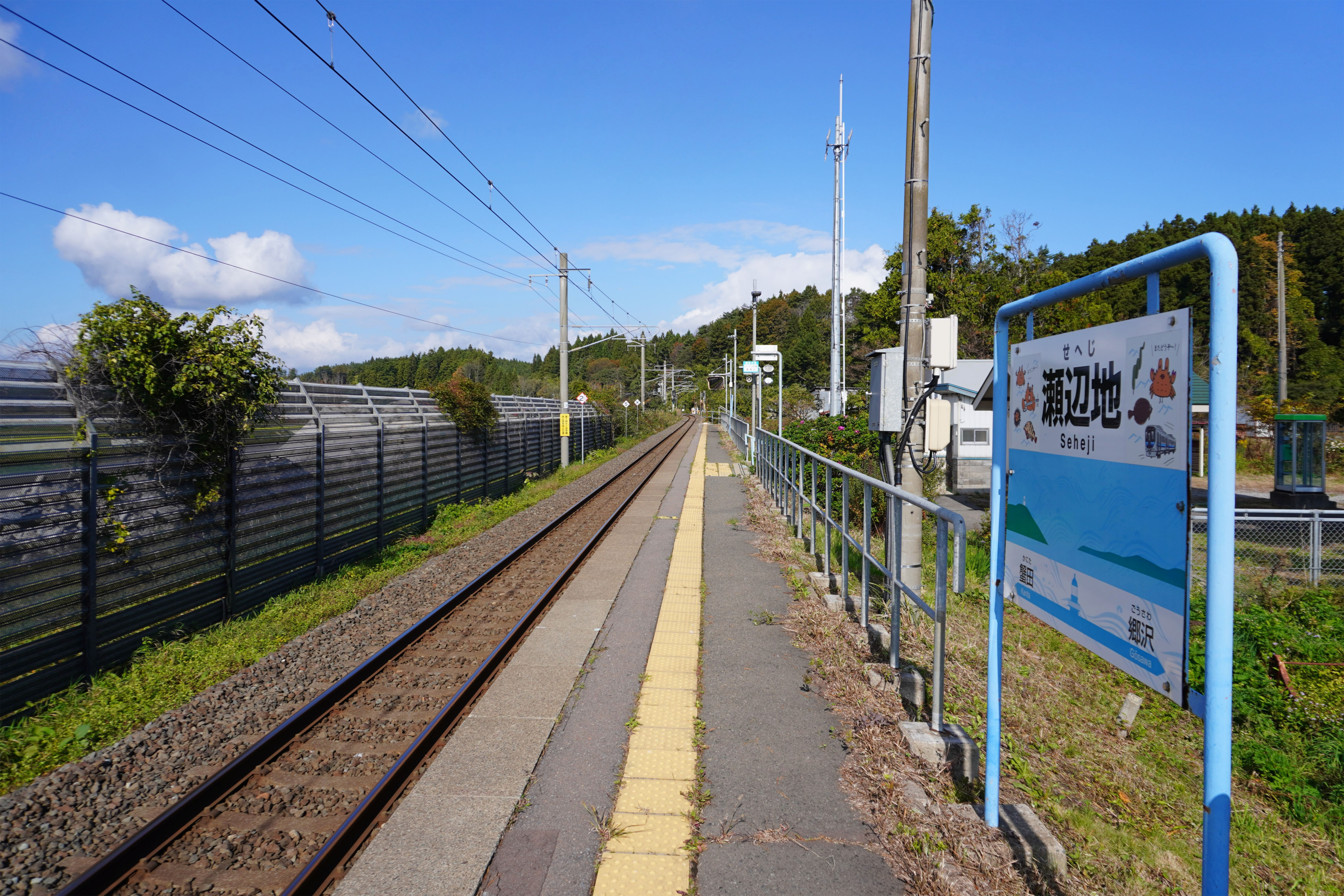
ホーム（2023年10月）

## 駅周辺
- 国道280号

## 隣の駅
東日本旅客鉄道（JR東日本）
■津軽線
郷沢駅 - 瀬辺地駅 - 蟹田駅